# Steppin' Out (Gonna Boogie Tonight)
«Steppin' Out (Gonna Boogie Tonight)» es una canción interpretada por el grupo musical estadounidense Tony Orlando and Dawn. Fue publicada en agosto de 1974 como el tercer y último sencillo de su álbum de 1973, Dawn's New Ragtime Follies.

## Recepción de la crítica
Un escritor no especificado de Record World le otorgó el certificado de “Hit of the Week”, y lo describió como “el sencillo más grande” desde «Tie a Yellow Ribbon Round the Ole Oak Tree». Un escritor no especificado de la revista Cash Box declaró: “Este espectáculo de ragtime de Tony y sus dos encantadoras damas es definitivamente el próximo sencillo número uno de este trío, y probablemente también en poco tiempo. Teniendo en cuenta el éxito de su serie de televisión de verano, el grupo es ahora más popular que nunca. Este disco, de su LP Ragtime Follies es fuerte y pronto llegará a la cima”.

## Lista de canciones
7-inch single – Bell 45,601
1. «Steppin' Out (Gonna Boogie Tonight)» – 2:51
2. «She Can't Hold a Candle to You» – 2:49

## Posicionamiento

### Gráfica semanal
| Gráfica (1974)                            | Pico de posición |
| ----------------------------------------- | ---------------- |
| Canadá (RPM Top Singles)                  | 13               |
| Canadá (RPM Pop Music Playlist)           | 2                |
| Estados Unidos (Billboard Hot 100)        | 7                |
| Estados Unidos (Billboard Easy Listening) | 4                |

### Gráfica de fin de año
| Gráfica (1974)           | Pico de posición |
| ------------------------ | ---------------- |
| Canadá (RPM Top Singles) | 130              |